# Dendraster excentricus
Dendraster excentricus is een zee-egel uit de familie Dendrasteridae.
De wetenschappelijke naam van de soort werd in 1829 gepubliceerd door Johann Friedrich von Eschscholtz.